# Bernd Rosemeyer

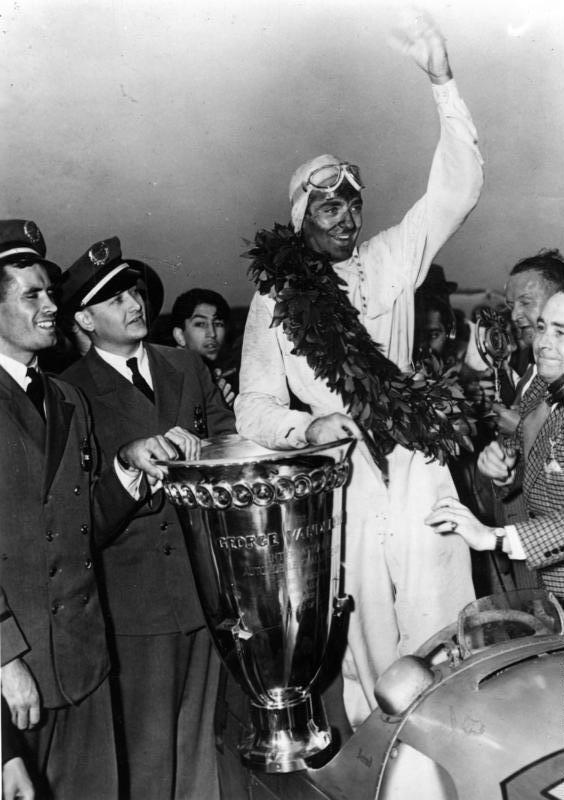
Bernd Rosemeyer als winnaar van de Vanderbilt Cup

Bernd Rosemeyer (14 oktober 1909 te Lingen (Ems) - 28 januari 1938) was als tijdgenoot van Rudolf Caracciola en Tazio Nuvolari een van de grootste autocoureurs uit de jaren 30. Hij reed voornamelijk in een door Adolf Hitler gesponsorde Auto Union.
Rosemeyer was een neef van Joseph Rosemeyer, de wielrenner en latere fietsen- en lampenfabrikant.
Rosemeyer was,vermoedelijk al vanaf 1932 of 1933, lid van de SS en werd er op grond van zijn prestaties als autocoureur tot Hauptsturmführer bevorderd. Rosemeyer werd door Hitler zeer bewonderd en gold in het Derde Rijk als een grote volksheld. In 1936 trouwde hij met Elly Beinhorn, een beroemd vrouwelijk vliegenier.
Hij kwam in 1938 om het leven bij een poging het snelheidsrecord te breken. Zijn begrafenis werd door de nazi's gebruikt voor een pompeuze manifestatie van heldenverering; Hitler persoonlijk hield daarbij de grafrede.

## Overwinningen
- 1935: GP van Tsjechië
- 1936: GP van de Eifel, GP van Duitsland, Coppa Acerbo, GP van Zwitserland, Heuvelklim GP van Duitsland, GP van Italië, Feldbergrennen (Heuvelklim) en Europees Kampioen
- 1937: Vanderbilt Cup, Coppa Acerbo, Donington GP